# Добре, Аурелия
Ауре́лия До́бре (рум. Aurelia Dobre; род. 16 ноября 1972, Бухарест, Румыния) — румынская гимнастка, серебряная медалистка Олимпийских игр в командном первенстве (1988). Трёхкратная чемпионка и двукратная бронзовая медалистка чемпионата мира 1987 года (золотые медали в составе сборной Румынии в командном первенстве, а также в абсолютном первенстве и на бревне). Серебряный призёр чемпионата мира 1989 года в командных соревнованиях.